# سولاوسي الغربية
مقاطعة سولاوسي الغربية (بالإندونيسية: Sulawesi Barat)‏
هي إحدى مقاطعات إندونيسيا وعاصمتها ماموجو.

## مديرية
تنقسم هذه مقاطعة إلى 6 مديرية
| اسم مديرية أو مدينة رئيسية | عاصمة       | رئيس              |
| -------------------------- | ----------- | ----------------- |
| مديرية ماجيني              | ماجيني      | كالما كاتا        |
| مديرية ماماسا              | ماماسا      | رملان بدوي        |
| مديرية ماموجو              | ماموجو      | سوهاردي دوكا      |
| مديرية ماموجو الوسطى       | توباداك     | جندا مولانا       |
| مديرية ماموجو الشمالية     | باسانغ كايو | أغوس أمبو جيوا    |
| مديرية بوليوالي ماندار     | بوليوالي    | أحمد إبراهيم مصدر |